# Siddharta (musikgrupp)
För andra betydelser, se Siddhartha (olika betydelser).
Siddharta är ett rock/metal-band från Slovenien. Bandet bildades 1995. Förutom att de blivit populära i hemlandet har de även släppt skivor i bland annat Tyskland, Polen och Österrike. Bandet uppstod i samband med Sloveniens självständighet, vilket gjort deras musik populär i hemlandet.
De sex bandmedlemmarna har alla olika musikaliska bakgrunder, vilket gjort att deras musik influerats av flera band så som Metallica, Faith No More, Soundgarden, Pearl Jam och Queen, men även av jazz. I bandets musik hittar man spår av symfonisk rock, pop, nu metal, alternativ rock, gothic rock, power metal, triphop, punk, rave, och folkmusik. De poängterar även att de strävar efter att skapa musik som är energifylld, mäktig och melodiös, och de vill inte sätta en etikett på sig själva, eftersom de vill kunna influeras av alla sorters bra musik de stöter på.[källa behövs] Basen för bandets musik är dock rock.
Texterna skrivs till största delen av bandets frontman Tomi Meglič. De kan ibland upplevas som konstiga och osammanhängande, men det är oftast inte heller meningen att de ska vara begripliga. Orden väljs för hur de låter, snarare än för vad de betyder. Ett exempel på detta kan man höra i Orion Lady från bandets andra album, Nord, där Tomi i stort sett bara sjunger titlarna till övriga låtar på skivan. Siddharta är även kända för sin förkärlek för obskyra ord, och för att sjunga på sin Ljubljana-dialekt som kan vara svår att förstå i andra delar av landet.

## Bakgrund
Siddharta grundades 1995, när de fyra kompisarna Tomi Meglič (sång och gitarr), Primož Benko (gitarr och kör), Primož Majerič (bas) och Boštjan Meglič (trummor) samlades och döpte sig själva till Siddharta efter boken Siddhartha av Hermann Hesse. Siddhartas nybörjar-rock’n’roll framfördes för publik för första gången den 17 mars 1995. 40 personer fyllde replokalen på Šentvidgymnasiet i Ljubljana. Redan vid detta första framträdande kunde man känna den energi som senare skulle bli det som kännetecknar bandets livespelningar. Killarna började snart att utveckla sitt eget sound och berikade sig med en saxofon då Cene Resnik anslöt sig till bandet. Han spelade då mest på olika klubbar. I slutet av 1996 spelade bandet på den berömda klubben K4 i Ljubljana. År 1997 deltog Siddharta tillsammans med andra lovande unga band i projektet Tivolski Pomp. Man gjorde låten Lunanai, och hade sitt första TV-framträdande i programmet det slovenska Pomp.
Bandets debutalbum Id spelades in i Studio Tivoli mellan april 1998 och februari 1999. Keyboardspelaren Tomaž Okroglič-Rous, som till en början bara hjälpt till i studion, blev fast medlem i bandet. Från början var alla låtar på engelska, men man bestämde sig för att sjunga på modersmålet. Omslaget till debutplattan Id designades av två designstudenter, Maja Bagič och Ivijan Mujezinovič, och har vunnit Zagrebs konst- och designpris, som delas ut vart tredje år. Albumet sålde platina.
Marknadsföringen av Id började i maj 1999 på klubben Hound Dog i Ljubljana, och fick ett stort gensvar i media. Bandet övergick från klubbspelningar till att spela som förband åt banden Liquido och Dog Eat Dog på Sloveniens största festival Rock Otočec, och för Leningrad Cowboys i Ljubljana. På grund av oenigheter med skivbolaget började man i september 1999 att leta efter ett nytt, och skrev så småningom på för Multimedia Records (Universal Music Group).
Id släpptes i oktober 1999 med ett bonusspår, Siddhartas första sång Stipe, och man spelade även in videon till Pot v X, som tog namnet Siddharta från den lokala skaran av fans till en större publik. Under ett år, under Id-turnén, spelade Siddharta på över 50 platser runt om i Slovenien. 
I april 2000 släpptes videon till Lunanai, och bandets första EP Lunanai, till vilken man hade lagt till en del liveinspelningar. I både videon och EP:n hade man samarbetat med Vlado Kreslin.
Alla stora slovenska musik- och mediegalor var präglade av Siddharta[källa behövs], och de vann nästan alla existerande priser, inklusive Studio Citys Bumarang för bästa genombrott 2000. Vid 2000 års Zlati Petelin gala fick man fira tre gånger, då man vann pris för bästa genombrott, bästa rockalbum 2000, och bästa album (Id).
Efter uppträdandet på Sloveniens största festival Rock Otočec, gick Siddharta in i studion igen. Efter sex månader av tystnad släpptes i maj 2001 det andra albumet Nord där flera gäster samarbetat med bandet.

## Nord och genombrottet
Siddhartas tredje video, till låten B Mashina, låg på de slovenska listorna i över tio veckor. Försäljningen av Nord slog rekord i Slovenien, och sålde i över 7 000 exemplar på mindre än två månader, något som i Slovenien bara har toppats av U2. Laibach valde senare att göra en remake av B Mashina inför sin comeback.
År 2001 vann bandet ännu en Zlati Petelin för bästa grupp.
Våren 2001 siktade Siddharta in sig på Sloveniens scener och begav sig ut på turné. Man hade nästan 80 livespelningar, och sålde ut även i de största sporthallarna. I september 2001 spelade man in fjärde videon Samo Edini både på slovenska och engelska, precis som man gjort med B Mashina. Efter att videon släpptes ökade försäljningen av Nord med 80 procent, och i november 2001 fyllde Siddharta sporthallen Kodeljevo i Ljubljana, och gjorde därmed sin största utsålda spelning.
I februari 2002 beslutade sig Primož M. för att lämna bandet. Han hade av personliga skäl inte varit särskilt närvarande i bandet sedan Nord släpptes. Formellt fortsatte Siddharta sitt arbete utan någon basist, och under våren började förberedelserna för ett remixalbum. Flera kända slovenska artister och discjockeys var inbjudna för att jobba med det, bland andra Laibach, Jamirko och McBrane. Remixplattan Silikon Delta släpptes i juni 2002, samtidigt som videon till Under Venus (den engelska versionen av låten Platina). En animerad video från Testtube Productions som senare vann pris vid Viktorgalan för bästa video.
På Viktorgalan vann Siddharta pris för bästa artist 2001, och man vann även Studio Citys Bumerang för bästa band 2002.
Siddharta avslutade sin Nord-turné med ett framträdande vid Križanke i Ljubljana tillsammans med slovensk TV:s symfoniorkester den 16 juni 2002. Konserten sändes live av radiokanalen Val 202, och kunde ses på slovensk TV. I slutet av oktober 2002 deltog bandet i en reklamfilm för den slovenska mobiltelefonoperatören Mobitel. Reklamen sändes i MTV Europe, och i den användes Siddhartas nyinspelning av den slovenska rockaren Vlado Kreslins låt Od Višine Se Zvrti. När singeln släpptes i butikerna tog det bara fyra dagar innan den sålt platina.
I december 2002 stängde bandet än en gång in sig i studion, och började jobba på nytt material.
I mars 2003 fick Siddharta äntligen en ny basist som ersättare till Primož M., då Jani H., som hjälpt till vid inspelningen av Nord, blev ordinarie medlem i bandet. I juli 2003 beslöt sig Siddharta och skivbolaget Multimedia Records för att avsluta sitt samarbete, och bandet lämnade därigenom det bolag som de arbetat med under fyra år av sin musikaliska resa och som dittills släppt allt bandets material. Man tackade Multimedia Records för allt stöd, och inledde istället arbetet med KifKif Records med att kunna göra ett nytt skivsläpp.

## Rh-
Den 13 augusti 2003, efter många månader i studion, släpptes Siddhartas tredje studioalbum Rh- (uttalas Rh negative). Släppet av Rh- hade föregåtts av singeln Rave. Videon till låten spelades in i Belgrad. Den blev en succé på nationella listor, och spelades på MTV World Chart Express. Plattan blev den snabbast säljande i Slovenien.[källa behövs] En engelsk version av Rh- spelades in och släpptes på den slovenska marknaden i en speciell begränsad upplaga den första september 2003.
Albumet släpptes i unika påsar, likadana som används vid blodtransfusioner, och hängdes i affärerna upp på transfusionsställningar. Upplagan omfattade 1 500 exemplar som sålde slut inom bara några dagar. Paketeringen till specialutgåvan av Rh- blev mycket uppmärksammad, och skaparen Sašo Dornik har vunnit flera designpriser för det, till exempel en Silver Drumstick vid Golden Drum Advertising Festival, och the Grand Award vid the 13th Slovene Advertising Festival i kategorin nyskapande marknadsföring. Den gjorde även succé vid Magdalenagalan, en internationell festival för kreativ kommunikation, där Sašo Dornik fick ta emot första priset, The Golden Bra award, i kategorin Other Means of Communication. Paketeringen blev också uttaget till den korta listan av finalister hos Cresta, världens mest prestigefyllda design- och marknadsföringspris.
I början av september släppte Siddharta sin andra video från Rh-, Insane, en blandning av dataanimation och tagningar på bandet som spelar.

### Ny turné
En månad efter släppandet av Rh-, den 13 september 2003, påbörjade Siddharta en ny turné med en konsert på fotbollsstadion Bežigradi Ljubljana. Tillsammans med slovenska televisionens symfoniorkester och 60 dansare spelade man inför en publik på 30 000 personer. Med tanke på att Slovenien har en befolkning på bara 2 miljoner är 30 000 enormt, och konserten blev kallad ”Sloveniens Woodstock”.[källa behövs] I Slovenien hade ett liknande evenemang aldrig ägt rum, och det fick stort gensvar i media, eftersom Siddharta till och med lyckats överträffa de få andra som lyckats fylla Bežigrad – inklusive Bob Dylan, The Kelly Family och Metallica.[källa behövs] Förberedelserna hade börjat många månader i förväg, från planeringen av scen och uppbyggnad, till koreografi och musikarrangemang för orkestern.
Med spelningar två eller tre gånger i veckan besökte Siddharta under turnén alla delar av landet, spelade en dag i Österrike, och avslutade strax efter jul med ännu en utsåld konsert. Stadionkonserten sändes både av slovensk radio och TV under bästa sändningstid under jul- och nyårshelgen.[källa behövs] Den fick ett stort gensvar i media, och blev utnämnd till årets händelse 2003 vid ett flertal tillfällen.[källa behövs]
I slutet av januari presenterades Siddhartas folkinspirerade Insane som vinnare av priset för bästa låt vid den slovenska radiofestivalen och i februari 2004 valde MTV Europe Siddhartas My Dice till jingel för den nya listan The Rock Chart.[källa behövs]
Siddharta vann två priser vid Viktorgalan: den publikröstade Popularity Viktor och den som beslutats av en expertpanel, the Viktor Award for Special Achievements, som till stor del belönade bandet för stadionkonserten. I juni 2004 presenterade Menart Records flera priser. Siddharta vann den högsta möjliga erkännande i försäljning i Slovenien, Diamantskivan.[källa behövs]
Efter världspremiären av nya videon My Dice den 13 september 2004 spelades den exklusivt på MTV Europe i en vecka, och var MTV:s Artist of the Week.[källa behövs] Sedan den 20 september framfördes den även på andra viktiga musik- och TV-kanaler. Singeln spelades på radio runt om i Europa.
Bandet bestämde sig sedan för att göra en miniturné genom Slovenien för att säga farväl till den inhemska publiken innan de drog sig tillbaka för att börja fokusera på promotion utomlands.

## Siddharta får internationellt erkännande
Våren 2005 förde med sig ett släpp av den internationella versionen av det bästsäljande albumet Rh- i Tyskland, Österrike, Schweiz, Polen, Kroatien och Slovenien. Albumet släpptes som en specialutgåva med en bonus-DVD.
Våren 2005 framröstades bandet till ytterligare en Viktor för bästa band av sin hemmapublik, och det kanske allra största erkännandet kom i och med nomineringen till MTV:s European Music Awards (EMA). Bandet återvände hem från galan i Lissabon med sitt pris för Best Adriatic Act.

## Petrolea
Den 4 juni 2006 släpptes fjärde albumet Petrolea i Slovenien, och samtidigt släpptes även videon till Plastika, första singeln från nya plattan. Albumet gick direkt in på förstaplatsen på listorna, och stannade i veckor. Genom Petrolea ville bandet återvända till sina musikaliska rötter, och det traditionella rocksoundet, samtidigt som man ville att det skulle förmedla en rå känsla där instrumenten och melodierna fick en stor roll. Albumet har därför ansetts vara en slags fortsättning till andra albumet Nord. Bandet gav sig ut på ny turné. Samtidigt som man släppte andra singeln Domine, besökte man under hösten 24 platser där man gjorde promotion för plattan och spelade gammalt material. Siddharta blev också nominerade till MTV European Music Awards (EMA) för Best Adriatic Act.

## Diskografi
- Lunanai EP (2000)
- Silikon Delta (2002)
- Rh- Bloodbag Limited Edition (2003)
- Rave EP (2005)
- Rh- Special Edition (cd + DVD)(2005)
- Rh- (English) (2005)
- My Dice EP (2005)
- Male Roke EP (2007)
- Marathon Live (2007)
- Izštekani (2007)
- Vojna idej EP (2008)
- Napalm 3 EP (2009)
- Baroko EP (2009)
- Angel Diabolo EP (2009)

### Studioalbum
- 1999 - ID
- 2001 - Nord
- 2003 - Rh-
- 2006 - Petrolea
- 2009 - Saga

## Priser
- 2000 - Bumerang award - Breakthrough
- 2000 - Zlati petelin award - Best new Act
- 2000 - Zlati petelin award - Best rock album
- 2000 - Zlati petelin award - Best album
- 2001 - Zlati petelin award - Best group
- 2002 - Viktor award - Artist of the year
- 2002 - Bumerang award - Group of the year
- 2003 - Viktor award - Video of the year
- 2003 - Golden drum award - Rh- limited edition packaging design
- 2004 - Viktor award - Artist of the year
- 2004 - Viktor award - Special achievements
- 2005 - Viktor award - Artist of the year
- 2005 - MTV European Music Award - Best Adriatic Act 2005

Eftersom Siddharta har sålt mer än 25 000 Rh- album (vilket är extremt ovanligt i Slovenien), har de vunnit högsta pris för sådana prestationer i Slovenien, Diamantna plošča - Diamantskivan.
Siddharta har även blivit MTV:s Artist of the Week.